# Định lý đường cong Jordan

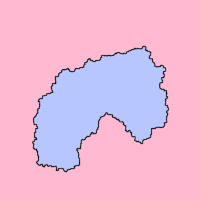
Minh họa của định lý đường cong Jordan. Đường cong Jordan (vẽ bằng màu đen) chia mặt phẳng thành 2 phần: "phần trong" (màu xanh) và "phần ngoài"(màu hồng).

Định lý đường cong Jordan là một định lý thuộc lĩnh vực Tô pô - một chuyên ngành của toán học. Một đường cong Jordan là một vòng liên tục trong mặt phẳng, hay nói cách khác đường cong Jordan một đường liên tục, đơn, đóng. Định lý đường cong Jordan khẳng định mọi đường cong Jordan chia mặt phẳng thành hai thành phần liên thông với đường cong đã cho là biên. Do đó, bất kỳ một đường liên tục nào nối một điểm của miền này với một điểm của miền kia đều cắt đường cong Jordan.

## Lịch sử vấn đề
Định lý đường cong Jordan được mang tên nhà toán học người Pháp  Camille Jordan, người đã đưa ra chứng minh đầu tiên cho định lý này. Định lý được phát biểu có vẻ như hiển nhiên nhưng để có được một chứng minh hoàn chỉnh thì thật sự không dễ chút nào. Trong nhiều thập kỉ chứng minh của Jordan được coi là có thiếu sót và chứng minh đầy đủ đầu tiên là của  Oswald Veblen, tuy nhiên điều này gần đây đã bị Thomas C. Hales và những người khác nghi ngờ. Ngày nay đa số những chứng minh rõ ràng dựa vào công cụ của tô pô đại số. Định lý  đã được tổng quát hóa lên những không gian có số chiều cao hơn. 

## Đường cong Jordan
Một đường cong Jordan là  một đường cong liên tục, đơn, đóng trong mặt phẳng  R2 (tất cả tô pô tô pô nhắc tới ở đây là tô pô Euclid). Cụ thể hơn, cho φ: S1 {\displaystyle \to } R2 sao cho φ là một đơn ánh liên tục. Khi đó φ(S1) được gọi là một đường cong Jordan. Nói cách khác, một đường cong Jordan là ảnh của một ánh xạ liên tục φ: [0,1]{\displaystyle \to } R2 sao cho φ(0)=φ(1) và hạn chế của φ lên [0,1) là đơn ánh. Ta thấy với điều kiện φ liên tục và φ(0)=φ(1) thì cho ta đường cong Jordan là một vòng liên tục và điều kiện hạn chế của φ lên [0,1) là đơn ánh cho ta vòng này không tự cắt.
Phần bù trong R2 của đường cong Jordan J gồm hai thành phần liên thông và J là biên của mỗi thành phần.

## Chứng minh Định lý đường cong Jordan
Dưới đây là tóm tắt một chứng minh tương đối sơ cấp của  Ryuji Maehara.
Để chứng minh định lý đường cong Jordan chúng ta sẽ dùng  Định lý điểm bất động Brouwer: Bất kỳ một hàm liên tục f: Bn {\displaystyle \to }Bn đều có một điểm bất động, trong đó Bn là một quả cầu đơn vị đóng 'n-chiều..
Một định lý nữa cũng được dùng là  Định lý mở rộng Tiestze: Cho X là một không gian chuẩn tắc, cho F là một tập đóng trong X. Cho f: F {\displaystyle \to } R là liên tục. Khi đó tồn tại một ánh xạ liên tục g: X {\displaystyle \to } R sao cho g|F=f .

### Nhận xét
1. R2\J có đúng một thành phần không bị chặn.
2. Mỗi thành phần của R2\J đều mở và liên thông đường.

Hai Bổ đề sau đây trực tiếp dẫn đến  chứng minh của Định lý đường cong Jordan.

### Bổ đề 1
Nếu R2\J không liên thông, thì J là biên của mỗi thành phần.
Hướng chứng minh. Do giả thiết R2\J có ít nhất hai thành phần. Gọi U là một thành phần bất kỳ. Ta có ngay {\displaystyle {\bar {U}}\cap }(R2\U){\displaystyle \subset }J.  Tiếp theo ta sẽ đi chứng minh {\displaystyle {\bar {U}}\cap }(R2\U)=J bằng phản chứng. Giả sử ngược lại, {\displaystyle {\bar {U}}\cap }(R2\U)=A trong đó A  là một cung, đồng phôi với khoảng [0,1]. Gọi D là một đĩa đóng tâm tại một điểm thuộc thành phần bị chặn, đủ lớn để chứa J bên trong. Theo định lý mở rộng Tiestze ánh xạ đồng nhất trên A có một mở rộng liên tục r:D{\displaystyle \to }A.
Định nghĩa ánh xạ q: D {\displaystyle \to } D như sau:
Nếu U bị chặn:
Nếu {\displaystyle z\in {\bar {U}}}, q(z)= r(z)
Nếu {\displaystyle z\in }R2\U, q(z)= z.
Nếu U không bị chặn:
Nếu {\displaystyle z\in {\bar {U}}}, q(z)= z
Nếu {\displaystyle z\in }R2\U, q(z)= r(z).
Ánh xạ q được định nghĩa tốt và liên tục. Ngoài ra q không phải là một toàn ánh. Sử dụng Định lý điểm bất động Brouwer ta có thể  tìm ra một mâu thuẫn.

### Bổ đề 2
Gọi E(a,b;c,d)={(x,y) | a {\displaystyle \leq } x {\displaystyle \leq } b,c {\displaystyle \leq } y {\displaystyle \leq } d } trong mặt phẳng R2, trong đó a {\displaystyle \leq } b và c {\displaystyle \leq } d. Cho h(t) = (h1(t),h2(t)) và v(t) = (v1(t),v2(t)) là những đường liên tục trong E(a,b;c,d) thỏa mãn h1(-1)=a, h1(1)=b, v2(-1)=c, v2(1)=d. Khi đó hai đường này phải cắt nhau, có nghĩa là: h(s) = v(t), với s, t nào đó trong [-1,1].
Hướng chứng minh. Hướng tiếp cận Bổ đề này là bằng phản chứng bằng cách xây dựng một ánh xạ F: E(-1,1;-1,1){\displaystyle \to } E(-1,1;-1,1) được xác định bởi
F(s,t)={\displaystyle \left({\frac {v_{1}(t)-h_{1}(s)}{N(s,t)}},{\frac {h_{2}(s)-v_{2}(t)}{N(s,t)}}\right)}
trong đó N(s,t) = Max{{\displaystyle |h_{1}(s)-v_{1}(t)||h_{2}(s)-v_{2}(t)|}}. Khi đó F  không có điểm bất động, trái với Định lý điểm bất động Brouwer.

### Chứng minh định lý đường cong Jordan
Bước 1: Thiết lập một điểm {\displaystyle z_{0}\in } R2\J.
Bước 2: Chứng minh thành phần U chứa điểm {\displaystyle z_{0}} là bị chặn, sử dụng Bổ đề 2.
Bước 3: Chứng minh không có thành phần bị chặn nào khác ngoài U.
Do Bổ đề 1, giải quyết xong  3 bước trên tức là ta đã chứng minh được  Định lý đường cong Jordan.

## Các chứng minh khác
Bên cạnh chứng minh trên thì vẫn còn có nhiều chứng minh khác được đưa ra. Chẳng hạn:
- Chứng minh sử dụng non-standard analysis bởi Narens (1971).
- Chứng minh sử dụng đồ thị phân đôi đầy đủ K3,3 được đưa ra bởi Thomassen (1992).
- Một chứng minh đơn giản được đưa ra bởi Helge Tverberg[2].